# Piper umbellatum
Piper umbellatum L. – gatunek roślin z rodziny pieprzowatych (Piperaceae). Występuje w miejscach wilgotnych w lasach. Zasięg obejmuje tropikalną i subtropikalną część Ameryki Północnej i Południowej, Afrykę oraz w Azję Południowo-Wschodnią (od Sri Lanki i Indii po Tajwan i Indonezję).

## Systematyka i taksonomia

### Synonimy
Na podstawie:
- Heckeria umbellata (L.) Kunth
- Lepianthes umbellata (L.) Raf. [Invalid]
- Lepianthes umbellata (L.) Raf. ex Ramamoorthy
- Peperidia umbellata (L.) Kostel.
- Peperomia umbellata (L.) Kunth
- Piper cuernavacanum C. DC.
- Piper postelsianum Maxim.
- Piper subpeltatum Willd.
- Pothomorphe dombeyana Miq.
- Pothomorphe subpeltata (Willd.) Miq.
- Pothomorphe umbellata (L.) Miq.